# Hannan, Wuhan
Hannan är ett stadsdistrikt i Wuhan i Hubei-provinsen i centrala Kina.